# Malina (album)
Pour les articles homonymes, voir Malina.
Albums de Leprous
The Congregation
(2015) Pitfalls
(2019)
Malina est un album du groupe de metal progressif norvégien Leprous, sorti en 2017.

## Liste des titres
| 1.    | Bonneville             | 5:28 |
| 2.    | Stuck                  | 6:48 |
| 3.    | From the Flame         | 3:51 |
| 4.    | Captive                | 3:43 |
| 5.    | Illuminate             | 4:21 |
| 6.    | Leashes                | 4:09 |
| 7.    | Mirage                 | 6:48 |
| 8.    | Malina                 | 6:15 |
| 9.    | Coma                   | 3:55 |
| 10.   | The Weight of Disaster | 6:00 |
| 11.   | The Last Milestone     | 7:30 |
| 58:48 |                        |      |

| CD/LP seulement | CD/LP seulement | CD/LP seulement | CD/LP seulement | CD/LP seulement | CD/LP seulement | CD/LP seulement | CD/LP seulement | CD/LP seulement | CD/LP seulement |
| No              | Titre           | Durée           |                 |                 |                 |                 |                 |                 |                 |
| --------------- | --------------- | --------------- | --------------- | --------------- | --------------- | --------------- | --------------- | --------------- | --------------- |
| 12.             | Root            | 4:08            |                 |                 |                 |                 |                 |                 |                 |
| 62:56           |                 |                 |                 |                 |                 |                 |                 |                 |                 |

## Crédits
| - Einar Solberg : chant, claviers, piano, synthétiseur - Baard Kolstad : batterie - Tor Oddmund Suhrke : guitare - Robin Ognedal : guitare - Simen Børven : basse | - Cordes additionnelles : Raphael Weinroth-Browne - Production : David Castillo - Mixage : Jens Bogren |